# Paracanthurus
Paracanthurus hepatus (англ. blue surgeonfish, синя риба-хірург) — Індо-Тихоокеанський вид родини Acanthuridae. Популярна риба в морських акваріумах, є єдиним представником роду Paracanthurus.

## Опис
Вид має королівське синє забарвлення тіла, жовтий хвіст і чорну пляму на вигляд нагадуючи «палітру». Нижня частина тіла жовта в представників західно-центральної частини Індійського океану. Росте до 30 см. Тіло плоске, округлої форми, з гострим носом і малими лусками. Риби мають дев'ять голок і 26-28 променів на спинному плавці, три голки і 24-26 променів на анальному плавці. Вид також може стати напів-прозорим, відчувши загрозу.

## Поширення
Ареал виду широкий, але зустрічається не часто. Його можна знайти в Індо-Тихоокеанській області. Вид був спостережений у ФІліппінах, Індонезії, Японії, великому бар'єрному рифі Австралії, Новій Каледонії, Самоа, Флориді, східній Африці і Шрі Ланці. Один з найпоширеніших морських акваріумних риб. Живуть парами, або в малих групах з 8-14 осіб.
Вид класифікований міжнародним союзом охорони природи як з найменшим ризиком зникнення.

## Живлення
Молодняк їсть здебільшого планктон. Дорослі особи всеїдні, їдять планктон а також водорості. Вид важливий для здоров'я коралів, так як поїдає водорості, які інакше можуть обрости їх.

## Життєвий цикл
Розмноження відбувається в пообідніх і вечірніх годинах. Це відзначається зміною кольору з темно-синього до блакитного. Самці агресивно залицяються до самиць косяку, продовжуючи разом стрімко спливати до поверхні води, де випускають яйця і сім'я. Яйця пелагічні, малі, приблизно 0,8 мм у діаметрі, кожне утримує краплю олії для плавучості. З запліднених яєць через добу вилуплюються прозорі личинки з срібним черевцем і зачатковими хвостовими голками. Досягають сексуальної зрілості за 9-12 місяців.

## Важливість для людей
Риби виду не представляють великої важливості для комерційної риболовлі, але можуть використовуватись як живець. М'ясо має сильний запах, і не сильно цінується. У людей може викликати захворювання сігутеру при вживанні в їжу. Але вид ловлять для продажу в акваріуми. Тримання риби в руці може призвести до порізу хвостовою голкою. Ці голки, розташовані по обох боках хвостового плавця, вистромлюються з тіла коли риба збуджується. Швидкі рухи хвоста можуть призвести до глибоких ран, з ризиком інфекції. Голки використовуються тільки як захист від агресорів.

## Акваріум

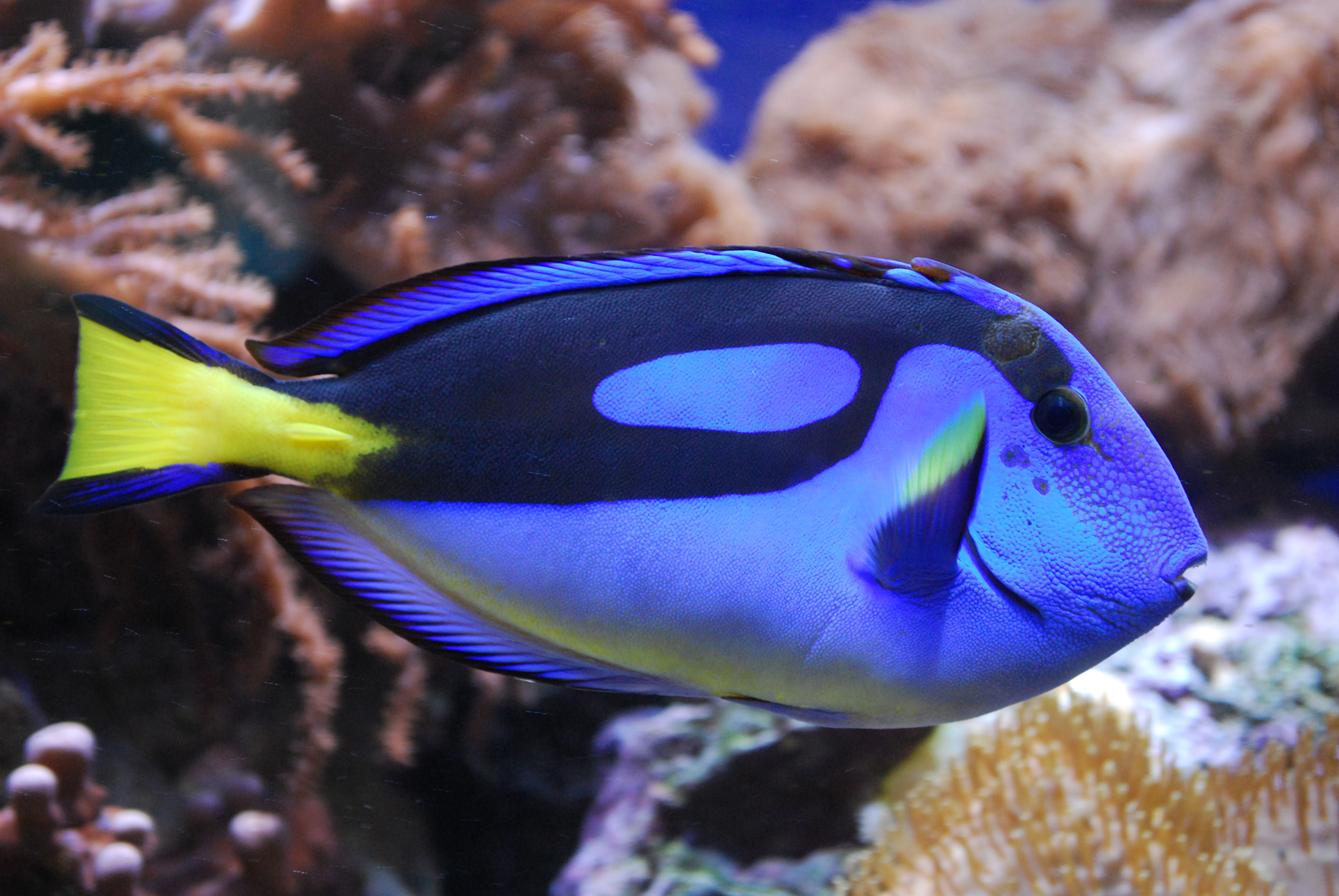
Paracanthurus hepatus в акваріумі зоопарк Мюнстера

Поширена акваріумна риба, хоча є однією з більш вимогливих до догляду. Наприклад потребує постійне живлення спіруліною, а також росте до доволі великого як для акваріума розміру в 30 см. На додачу вразлива до паразитних інфекцій і захворювання бічної лінії.

## У популярній культурі
В анімаційному фільмі 2003 року «У пошуках Немо», і його продовженні «У пошуках Дорі», головний персонаж Дорі є синьою рибою-хірургом, так само як і її батьки які з'являються в сіквелі.